# Франсоа Томбалбайе
Франсоа Томбалбайе (на френски: François Tombalbaye), също Франсоа Томбалбай, е африкански политик, първи президент на Чад. През 1973 година променя името си на Нгарта Томбалбайе (Нгарта на езика на племето сара означава „Истинският водач“).
Оглавява Прогресивната партия на Чад още преди извоюването на независимостта на страната. Партията му печели изборите през 1959 година, вследствие на което става президент след 11 август 1960 (деня на независимостта). Управлява до 13 април 1975, когато военните извършват преврат и го убиват. Макар да остава в историята като авторитарен диктатор, режимът му далеч не е толкова репресивен като останалите диктатури в Африка – например тези на Иди Амин или Мобуту Сесе Секо.

## Биография
Франсоа Томбалбайе е роден на 15 юни 1918 в Бесада, близо до град Кумара, префектура Моайен-Шари. Принадлежи на етническата група сара. Първоначално работи като учител, а после е и синдикален активист. Включва се в прогресивната партия на Габриел Лизет, където бързо се издига в йерархията и е назначен за секретар през 1959. Малко по-късно е обявен за държавен ръководител и става президент през 1960.

## Управление
Още през 40-те години Томбалбайе е изключително деен активист, призоваващ към национално обединение. Той е и един от основните инициатори за създаването на Прогресивната партия на Чад, която е с лява политическа ориентация. Малко след независимостта Томбалбайе лишава от гражданство основателя на партията Габриел Лизет, докато е в чужбина, и му забранява да се върне в Чад. По този начин елиминира най-силния си противник. През 1962 година забранява всички партии с изключение на своята. В отговор на бунтовете в самото правителство е разпуснато и Народното събрание през 1963.
След като елиминира всички свои политически противници, Томбалбайе започва серия от реформи. Малкото съществуващи предприятия са национализирани. Като предпазна мярка срещу своите опоненти той създава специален съд, а след разпускането на Народното събрание единствените институции с власт остават звената на Прогресивната партия. Членовете на опозицията са изпратени в затвора, лишени от гражданство и изгонени от страната или просто изолирани от политиката. От началото на управлението си до самия му край Томбалбайе провежда кампании за „африканизация“ на Чад. Работещите в администрацията французи са заменени с по-неопитни местни кадри. Въпреки това броят на френските работници в страната се увеличава заради решението на Париж да изпрати инструктори по различни програми за развитие. Новата Армия на Чад напълно заменя френските военни сили, разположени в префектурата Борку-Енеди-Тибести и град Абеше през 1965 година.
Едно от първите действия, породило недоволството на народа от управлението, е т.нар. „национален заем“. Това е данък, наложен през 1964 година. Част от служителите, отговорни за събирането му, са принуждавали жителите на селските райони да плащат три пъти по-големи суми от официалните държавни такси. Това е резултат от недостатъчния опит на повечето местни служители, назначени в административните институции. Именно тези проблеми създават предпоставки за корупция в много части на страната.
Може би най-големият неуспех в управлението на Томбалбайе е разделението между етническите групи, породено от погрешна политика за реформиране на администрацията. По-голямата част от грамотните и образовани граждани на Чад произхождат от южните райони, което означава, че единственото те са годни за служба в обществения сектор. За северните народи южняците са били също толкова чужди и враждебни, колкото и французите. Липсвала е и политика за сближаване и съюзяване с племенните вождове в Сахара, което по-късно се оказва решаващ фактор в полза на северните бунтовнически групировки. На 16 септември 1963 година избухва младежки протест в отговор на ареста на трима ислямски водачи. Правителството нарежда на армията да се намеси и в резултат на това загиват около 300 души и още много са арестувани. Година по-късно Томбалбайе нарежда жителите на цяло село да бъдат арестувани, тъй като носят традиционни за исляма бради и тюрбани, които обаче напълно противоречат на политиката на африканизация. След тези събития в през 1965 избухват бунтове в град Гера. Само на 1 ноември загиват 500 души, от които 9 представители на властта. Размириците впоследствие се разпростират до префектурите Уадаи и Саламат, където през 1967 са убити префектите.
Междувременно, под натиска на Франция, Томбалбайе е принуден да либерализира до известна степен страната. Заедно с много чадски интелектуалци, французите успяват да го убедят да въведе серия от икономически и административни реформи. След президентските избори през 1969 (на които Франсоа Томбалбайе е единствен кандидат) са освободени около 600 политически затворници.
Нарастващото вътрешно напрежение подтиква правителството да използва военна сила срещу бунтовниците. Зле въоръжените и тренирани армейски части претърпяват провал, вследствие на което президентът иска военна намеса от страна на Франция съгласно споразумения, подписани през 1960. През април 1971 на Седмия конгрес на Прогресивната партия Томбалбайе признава, че е допуснал сериозни грешки в управлението си. Той обещава изцяло нова политика в страната и няколко седмици по-късно формира правителство, в което участват значително по-голям брой мюсюлмани и жители на северните региони. През юни нарежда освобождаването на още 1500 политически затворници и посещава размирните райони на север. Там обещава подобрение на живота на местните номади, както и помощи от захар и сол. В резултат на тези действия обстановката в Чад значително се успокоява за няколко месеца. Въпреки сравнително успешната политика правителството не успява да изпълни основното изискване на Париж – да спре бунтовете в страната окончателно. В края на 1971 година обаче Франция започва да изтегля поетапно контингента си от страната заради недоволството на френските граждани.

## Национален фронт за освобождение на Чад
Националният фронт за освобождение на Чад (Front de Libération Nationale du Tchad, съкратено FROLINAT) е учреден в Судан през 1966, но заради вътрешни противоречия той се разпада на няколко по-малки групировки. Либерализацията на Чад е спряна внезапно през август 1971. Тогава е разкрит опит за преврат, подготвян от помилвани политически затворници. Томбалбайе обвинява либийския лидер Муамар Кадафи в подкрепа на групировки, опитващи се да извършат преврат. В отговор на това обвинение Кадафи признава FROLINAT и предлага база за тренировки в Триполи. Либия увеличава и материалните и финансови помощи си за бунтовниците.

## Нарастване на напрежението
През ноември 1971 в Нджамена избухват младежки протести, които са овладени бързо. В отговор Томбалбайе сменя началник-щаба на армията генерал Жак Думро, любимец на младите, с полковник Феликс Малум. През юни 1972 са заловени група либийски контрабандисти, опитващи се да внесат взривни вещества и оръжия в столицата Нджамена. След изтеглянето на френските войници от страната стабилността е нарушена. Появяват се разногласия между различните членове на Партията, освен това се засилва и общественото напрежение заради сушата и финансовата криза.
Томбалбайе успява да си осигури подкрепа от арабските страни като прекратява дипломатическите отношения с Израел. В отговор на това Либия изпраща помощ от близо 23 млрд. африкански франка и прекратява оръжейните доставки за бунтовнически групировки. След нея помощ предоставят и още някои държави. FROLINAT, основната дестабилизираща групировка в Чад, загубва всякаква подкрепа вследствие на тези действия и започват сражения между двете ѝ основни разделения – Първа и Втора освободителни армии.
Президентът става все по-подозрителен и нарежда близо хиляда души да бъдат арестувани под прелог, че подготвят заговори срещу него. През 1973 са арестувани Феликс Малум и няколко други министри (произхождащи от южните райони на страната). След тези действия Томбалбайе започва да губи подкрепата си дори в Южен Чад. Той обаче продължава и програмата си за африканизация, като въвежда и т.нар. проект за автентичност, според който всички чужди влияния в Чад трябва да се премахнат. В резултат на това много хора са принудени да сменят френските си имена с африкански, а самият Франсоа Томбалбайе променя първото си име на Нгарта (означаващо Истинският водач). През 1974 сушата се засилва драстично. В отчаян опит да се справи с икономическата криза, правителството привежда в действие проект за масово доброволно засяване на памук в необработени дотогава земи. Макар и да дава резултат, този проект довежда до дислокация на големи части от населението, особено на юг, където почвите са плодородни. Томбалбайе загубва и подкрепата си сред офицерите заради ареста на Малум и критиката на Франция по отношение на слабата подготовка на военните.

## Сваляне от власт
На 13 април в малките часове на нощта военната част, разположена в град Борао (на около 50 км от Нджамена) напуска базата си и под командването на лейтенант Димтолом потегля към Нджамена. Войниците заемат позиции около президентския дворец и в 5 часа сутринта започват сражения с президентската гвардия. По-късно в помощ на армията пристигат подкрепления, водени от Ноел Миларю Одингар. В 8:30 командващият президентската гвардия полковник Селебиани нарежда на подчинените си да прекратят сраженията. Томбалбайе е прострелян в хода на сраженията и умира малко след това.